# 아르마딜로 (영화)
아르마딜로(Armadillo)는 2010년 개봉한 덴마크의 전쟁 다큐멘터리 영화이다. 아프가니스탄 전쟁을 다룬다.

## 줄거리
2010년에 개봉한 덴마크 다큐멘터리 영화 "아르마딜로"는 아프가니스탄 헬만드 주에서 임무를 수행하는 덴마크 군인들의 이야기를 담고 있다. 영화는 270여 명의 덴마크와 영국 군인들이 주둔한 전진 기지인 아르마딜로 기지에서 6개월 동안 파병 생활을 하는 덴마크 근위 기병 연대 소속 군인들의 모습을 보여준다. 
영화는 군인들이 아프가니스탄으로 떠나기 전 덴마크에서의 마지막 날들을 비춘다. 가족들과의 애틋한 작별 인사, 그리고 스트립 댄서가 등장하는 파티 장면 등이 나온다. 아프가니스탄에 도착한 군인들은 순찰을 돌며 아이들에게 사탕과 선물을 나눠주고, 탈레반에 대한 정보를 얻기 위해 현지인을 심문하지만 별다른 성과 없이 기지로 복귀한다. 기지 내에서 군인들은 장비 정비, 운동, 가족과의 통화, 슈팅 게임, 포르노 영상 시청 등으로 여가 시간을 보낸다.
파병 기간이 지나면서 군인들은 탈레반의 무장 저항에 직면한다. 전투 중에 건물들이 손상되고, 현지인들은 가축이 죽었다고 보고한다. 기지에서는 일부 현지인들에게 보상금을 지급한다. 폭탄 공격으로 부상을 입은 덴마크 지휘관은 치료를 받고 기지로 돌아오지만, 인근 캠프의 덴마크 군인 세 명이 급조 폭발물 공격으로 사망하는 사건이 발생한다. 추모식이 열리고, 이후 군인들은 탈레반 매복 작전의 실행 여부를 논의한다. 자원자들이 야간 순찰에 투입되고, 순찰대는 공격을 받아 한 군인이 부상을 입는다. 혼란스러운 상황 속에서 탈레반의 위치가 순찰대 바로 앞 3미터 떨어진 도랑이라는 것을 발견하고 수류탄을 던져 탈레반을 무력화한다. 이 과정에서 탈레반 5명이 사망하고, 그들의 무기가 수거되는 장면이 적나라하게 묘사된다. 이후 공습이 이어진다.
기지로 돌아온 순찰대원들은 작전의 성공을 자축하며 브리핑을 진행한다. 브리핑 중에는 도랑에서 심하게 부상당한 탈레반 전투원이 발견되었지만, 추가 위협을 방지하기 위해 사살되었다는 내용이 언급된다. 이후 한 군인이 집으로 전화 통화를 하면서 부상당한 탈레반이 사살된 것에 대해 웃으며 이야기했다는 인상을 주었고, 이로 인해 부모가 덴마크 사령부에 연락하는 사건이 발생한다. 이후 지휘관은 병사들을 소집하여 이 문제에 대해 이야기하고, 병사들 사이에서 논쟁이 벌어진다.
순찰에 참여했던 두 군인은 훈장을 받고, 영화는 군인들이 환호하며 귀국하는 모습과 일부가 민간인 생활로 돌아가는 모습을 보여주며 마무리된다. 마지막 장면은 샤워를 하는 지휘관의 얼굴에 물이 흐르는 모습으로, 그의 내면적 고뇌를 암시하며 끝난다.
영화는 전쟁의 참혹함과 군인들의 심리적 변화를 생생하게 묘사하고 있다는 평가를 받았지만, 일부 비평가들은 영화가 사실과 허구를 모호하게 만든다고 지적하기도 했다. 덴마크에서는 영화 속 교전 장면에서 군인들이 교전 규칙을 의도적으로 위반했다는 논란이 발생했지만, 국방부 법무감실의 조사 결과 군인들은 무혐의 처분을 받았다.

## 출연

### 주연
- 매드 미니
- 다니엘 웰비

### 조연
- 라스무스 문케
- 김 비르커뢰드

## 기타
- 공동제작: 매그너스 게텐